# The Rape of Lucrece

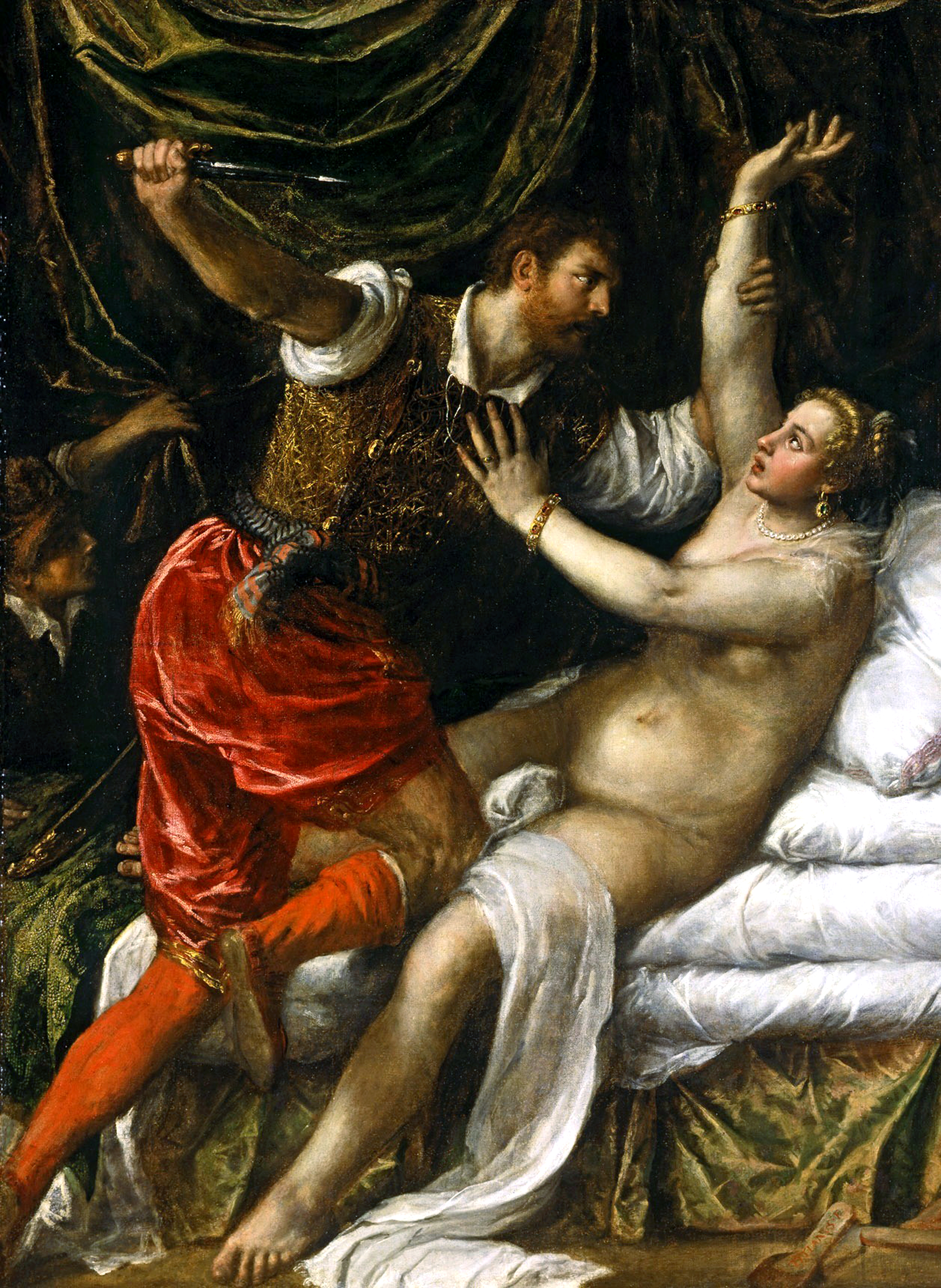
De verkrachting van Lucretia. Schilderij van Titiaan, olieverf op doek, 1571

The Rape of Lucrece (De verkrachting van Lucretia) is het tweede lange verhalende gedicht van William Shakespeare na Venus and Adonis (1593). De publicatie dateert uit 1594 en werd, evenals het eerste gedicht, opgedragen aan Henry Wriothesley, 3e graaf van Southampton. Het gedicht is opgebouwd als "rhyme royal": het bestaat uit coupletten van zeven regels met het rijmschema ababbcc, met gebruikmaking van de tienlettergrepige jambische pentameter, zoals blijkt uit de eerste stanza:
From the besieged Ardea all in post,
Borne by the trustless wings of false desire,
Lust-breathed Tarquin leaves the Roman host,
And to Collatium bears the lightless fire
Which, in pale embers hid, lurks to aspire
And girdle with embracing flames the waist
Of Collatine's fair love, Lucrece the chaste.
Het gedicht wordt voorafgegaan door een korte argumentatie.

## Historische achtergrond
In 509 v.Chr. verkrachtte Sextus Tarquinius Superbus, de zoon van Tarquin, koning van Rome, de kuise Lucretia, de vrouw van
Collatinus. Lucretia pleegde hierop zelfmoord. Dit leidde tot een grote opstand tegen de Tarquins, geleid door Lucius Junius Brutus, de verbanning van de koninklijke familie en de vestiging van de Romeinse Republiek.